# 倪晨曦
倪晨曦（1987年8月15日—），香港女藝人、演員、模特兒、節目主持人及瑜珈導師，原籍江蘇省蘇州市，成長於加拿大多倫多。曾參加2006年度國際華裔小姐競選。

## 簡介
倪晨曦生於南京，有一孿生胞妹倪晨曄（Jennifer），後舉家移民往加拿大多倫多，2005年多倫多華裔小姐奪冠，當時年僅18歲。2006年再參選國際華裔小姐，參選後未有立即加入娛樂圈，反而選擇回到加拿大繼續學業，升讀多倫多大學，主修經濟，讀書期間曾擔任多倫多新時代電視節目主持。
倪晨曦畢業後到香港發展其演藝事業，參與過不同大小的平面和電視廣告拍攝和代言，亦發展電影和節目主持的工作，合作對象包括國際各類知名品牌、電視、網絡、報紙、雜誌等媒體以及各類大型時尚流行活動，投入演藝事業。
倪晨曦本身亦是一位美容、瑜珈達人，在YouTube的美妝旅遊頻道有20萬個訂閱，最高點擊率的影片有25萬次點擊；她有超過4年瑜珈經驗，其間考獲不同的瑜珈導師牌照，不時與不同的品牌合作，進行瑜伽教學的活動，跟大家分享及提倡健康的生活和美容，分享積極的生活態度。
2012年12月，倪晨曦獲新時代電視邀請擔任2012年多倫多華裔小姐競選大會評審。
2017年，倪晨曦接受訪問時表示選美冠軍繼而進軍演藝界像是常規的發展路線，但反觀自己在工作上不但找不到樂趣，還會開始質疑自己。做了瑜珈後，整個人都變得活潑，想法更積極，從汗水出的磨練令自己更有毅力。同時，她亦開始抽時間拍片分享美容心得。
2017年9月，倪晨曦到倫敦演譯復古高街英倫風，並分享穿著配搭的心得。
2018年，倪晨曦跟隨Coco Chanel的足跡，來到法國Deauville為Chanel拍攝廣告照。
2019年8月，倪晨曦和妹妹倪晨曄一同出席高中閨密的婚禮，於英國沃爾頓城堡（Walton Castle）拍攝了一系列姊妹照片，獲網民誇讚。

## 家庭生活
2020年6月，倪晨曦於社交網站發佈照聲波照片，宣布懷孕。同年9月，她與未婚夫再度入紙註冊，透露婚禮預計於明年2021年1月舉行。2020年11月2日，宣布大兒子出世。
2022年11月17日，宣布小兒子出世。

## 演出

### 電影
| 上映年份 | 中文片名                     | 角色                 |
| -------- | ---------------------------- | -------------------- |
| 2011     | 最強囍事                     |                      |
| 2011     | 夢遊                         |                      |
| 2012     | 八星抱喜                     |                      |
| 2012     | 末日來電（微電影）           |                      |
| 2012     | 懸紅                         |                      |
| 2012     | 寒戰                         | 廉政公署調查員       |
| 2012     | 我老婆唔夠秤II：我老公唔生性 | Annie                |
| 2012     | 天生愛情狂                   |                      |
| 2013     | 溝女不離三兄弟               | 潘小姐               |
| 2015     | 小姐诱心                     | 寶（劉心悠飾）之表姐 |
| 2020     | 我的筍盤男友                 | Susan Kwan           |
| 2024     | 我談的那場戀愛               |                      |

### 配音
| 上映年份 | 中文片名           | 角色 |
| -------- | ------------------ | ---- |
| 2017     | LEGO旋風忍者大電影 | 赤蘭 |

### 電視劇
- 2011年：身边的幸福（中國大陸電視劇）
- 2022年：IT狗（ViuTV）
- 2022年：心靈師（ViuTV）

### 短片
- 2011年：那年（页面存档备份，存于）

### 主持節目

#### 多倫多新時代電視台
- 2006年 - 2009年：《熒幕八爪娛》
- 2007年：《城市大世界》

#### 香港及中國大陸
- 2010年：星光下午茶
- 2014年：我是歌手2（Now TV 轉播）
- 2014年：操控音樂（Now TV）
- 2014年：有一種幸福叫沖繩（Now TV 101台）[10]
- 2016年：Yo! Gym+（ViuTV）
- 2017年：全職媽媽放大假（ViuTV）
- 2020年：五星級絲打（香港開電視）
- 2023年：晚吹 - 一車女人（ViuTV）

## 廣告拍攝
- 2010年：AMTD 尚乘財富策劃 美女Nicole (Elva Ni)
- 2010年：倪晨曦，森美破解戴Con傳言 - 《伴娘篇》（页面存档备份，存于）
- 2010年：香港中國旅行社「情誼摯深 感受至珍」電視廣告（页面存档备份，存于）
- 2010年：李寧服裝catalog
- 2011年：香港海洋公園
- 2011年：華潤
- 2011年：Whiteplan Teeth Whitening
- 2011年：BEA Bank
- 2011年：津路烏龍茶_1（页面存档备份，存于）
- 2011年：津路烏龍茶_2（页面存档备份，存于）
- 2011年：PCCW （页面存档备份，存于）
- 2011年：李寧服裝catalog
- 2012年：Shu Uemura
- 2012年：Macau Galaxy
- 2012年：渣打銀行「震撼股票優惠」電視廣告 （页面存档备份，存于）
- 2013年：Shu Uemura Print Ad (HK)
- 2013年：法國婚紗平面廣告
- 2013年：中國銀行
- 2013年：Kisses Chocolate Print
- 2013年：Nivea (Chian)
- 2013年：C&S Tissue
- 2015年：HTC Mobile
- 2015年：Philips平面廣告
- 2016年：Slimbeauty電視和平面廣告
- 2019年：citibank電視和平面廣告
- 2021年：滴露電視和平面廣告
- 2021年: elyze電視和平面廣告

## 獎項
- 2005年多倫多華裔小姐 - 冠軍、最上鏡小姐、傑出才智獎、完美體態獎
- 2006年國際華裔小姐 - 前五名
- 2024年：2023社交媒體風雲榜 - 年度風雲人物

## 外部連結
- 倪晨㬢網頁（页面存档备份，存于）
- 倪晨曦的新浪微博
- 倪晨曦的Instagram帳戶
- 倪晨曦的Facebook專頁
- YouTube上的倪晨曦頻道
- 倪晨曦在香港影庫上的簡介

| 前任： 馬艷冰 | 多倫多華裔小姐競選冠軍 2005年 | 繼任： 陳爽 |